# Antonio de Aragón-Córdoba-Cardona y Fernández de Córdoba
Antonio de Aragón-Córdoba-Cardona y Fernández de Córdoba (ur. 24 listopada 1616 w Lucenie, zm. 7 października 1650 w Madrycie) – hiszpański kardynał.

## Życiorys
Urodził się 24 listopada 1616 roku w Lucenie, jako syn Enrique de Aragón-Córdoba-Cardona y Enríquez de Cabrery i Cataliny Fernández de Córdoba y Figueroy (jego bratem był Pascual de Aragón-Córdoba-Cardona y Fernández de Córdoba). Studiował na Uniwersytecie w Salamance, gdzie później pełnił funkcję rektora. Był kanonikiem, a później archidiakonem w Kordobie i członkiem zakonu Alcántara. 27 kwietnia 1642 roku przyjął święcenia kapłańskie. Wkrótce potem został doradcą Filipa IV i członkiem hiszpańskiej inkwizycji. 7 października 1647 roku został kreowany kardynałem in pectore. Jego nominacja na kardynała prezbitera została ogłoszona na konsystorzu 14 marca 1650 roku. Nigdy nie otrzymał kościoła tytularnego, bowiem zmarł 7 października tego samego roku w Madrycie.